# Walter Scheiwiller

Scheiwiller unterwegs an der 34. Züri Metzgete (vermutlich 1949)

Walter Scheiwiller (* 19. Juli 1922 in Oelsnitz, Deutschland; † 14. September 2018 in Zollikon, Zürich) war ein Schweizer Fotograf.

## Leben und Werk
Walter Scheiwiller absolvierte von 1939 bis 1942 in St. Gallen eine Fotografenlehre. Von 1942 bis 1945 arbeitete  er bei der von Eugen H. Suter 1931 gegründeten Photopress Zürich (heute Keystone), die rasch zur führenden Bildagentur in der Schweiz wurde. 1946 machte sich Scheiwiller als Fotoreporter und Sportfotograf selbständig und eröffnete in Zürich ein Fotogeschäft, das er 1988 verkaufte.
Vor allem in den ersten zehn Jahren seiner fotografischen Tätigkeit erwies sich Scheiwiller als Schweizer Pionier der Sportfotografie. Als ehemaliger Sportler – er war Fussballer, Leichtathlet und Radfahrer – konnte er die Bewegungsabläufe wie wenige andere nachvollziehen. Er hatte ein Gespür für den Moment, der die Essenz der jeweiligen Disziplin ausmachte.
Scheiwiller fotografierte unter anderen Hugo Koblet, Ferdy Kübler an der Tour de Suisse oder 1971 Meta Antenen bei ihrem Weitsprung auf 6,81 Meter an den Schweizer Meisterschaften. Scheiwiller genoss als Fotograf in der Schweiz einen hervorragenden Ruf. Seine Fotografien wurden in in- und ausländischen Zeitungen publiziert.
Das Fotoarchiv Walter Scheiwiller umfasst eine Sammlung von Glasplattennegativen, die vom Fotografen Sepp Schmid (* 1896) oder aus dessen Sammlung stammen. Damit erstreckt sich der Zeitraum des Fotoarchivs Scheiwiller von ca. 1900 bis 1980 und repräsentiert die Geschichte des Schweizer Sports.

## Publikationen
- Im richtigen Moment – Leichtathletik im Sucher. Reinhardt Verlag, Basel 2014, ISBN 978-3-72452037-5.
- Die goldenen Jahre des Sports, 1946–1952. Band 1. Astir Verlag, Basel 1971.

## Ausstellungen (Auswahl)
- 2018/2019: Flüchtiges Glück – Befreiung aus Theresienstadt. Mit Fotografien von Walter Scheiwiller. Ehemalige Synagoge Rexingen[5]